# Retrovirus endógeno

Dendrograma de varias clases de retrovirus endógenos

Los retrovirus endógenos (ERV) son elementos virales endógenos en el genoma que son similares entre sí y pueden ser derivados de un retrovirus. Abundantes en los genomas de los vertebrados, comprenden hasta un 5-8% del genoma humano (estimaciones inferiores de ~ 1 %). Los  ERV (por sus siglas en inglés)  son una subclase de un tipo de gen llamado transposón, que puede ser empaquetado y movido dentro del genoma para realizar un papel vital en la expresión génica y en la regulación. Los investigadores han sugerido que los retrovirus evolucionaron a partir de un tipo de gen transponible llamado un retrotransposón, que incluye ERV; estos genes pueden mutar y en lugar de moverse a otra ubicación en el genoma pueden llegar a convertirse en exógenos o patógenos. Esto significa que no todos los ERV pueden haberse originado como por la inserción de un retrovirus, sino que algunos pueden haber sido la fuente de información genética de los retrovirus a los que se asemejan.

## Formación
El ciclo de replicación de un retrovirus implica la inserción ("integración") de una copia de ADN del genoma viral en el genoma nuclear de la célula huésped. La mayoría de los retrovirus infectan células somáticas, pero también puede ocurrir que infecten células de la línea germinal (células que producen óvulos y espermatozoides). En raras ocasiones, la integración retroviral se puede producir en una célula germinal que pasará a convertirse en un organismo viable. Este organismo llevará insertado el genoma retroviral como parte integral de su propio genoma, es decir, un retrovirus "endógeno" (ERV) que puede ser heredado a su descendencia como nuevo alelo. Muchos ERV han persistido en el genoma de sus anfitriones durante millones de años. Sin embargo, la mayoría de ellos han adquirido mutaciones que inactivan durante la replicación del ADN del huésped y ya no son capaces de producir virus. Los ERV también puede ser eliminados parcialmente del genoma mediante un proceso conocido como supresión de recombinación, en el que la recombinación entre las secuencias idénticas que flanquean retrovirus recién integrados resulta en la eliminación de las regiones internas codificantes de proteínas del genoma viral.

## Papel en la evolución del genoma
Los retrovirus endógenos pueden desempeñar un papel activo en la formación de los genomas. La mayoría de los estudios en esta área se han centrado en los genomas de los humanos y primates superiores, pero otros vertebrados, tales como ratones y ovejas, también han sido estudiados en profundidad. La repetición terminal larga (LTR) de secuencias que flanquean genomas ERV con frecuencia actúan como promotores y potenciadores alternativos, a menudo contribuyen al transcriptoma mediante la producción de variantes específicas de tejido. Además, las proteínas retrovirales en sí han sido co-optadas para servir a nuevas funciones del hospedero, especialmente en la reproducción y el desarrollo. La recombinación entre secuencias homólogas retrovirales también ha contribuido al intercambio de genes y a la generación de variantes genéticas.
Los LTR y LTR asociados con secuencias retrovirales completas han demostrado actuar como elementos de transcripción en los genes del hospedero. Su espectro de acción es principalmente por la inserción en los 5 'UTR de los genes codificantes de proteínas; sin embargo, se sabe que también actúan sobre genes de hasta 70-100 kb de distancia. La mayoría de estos elementos se insertan en la dirección de sus genes correspondientes, pero ha habido evidencia de que los LTR actúan en antisentido o como promotores bidireccionales para genes vecinos.  En algunos casos, los LTR funcionan como promotor para los genes. Por ejemplo, en los seres humanos AMY1C tiene una secuencia de ERV completa en su región promotora; el LTR asociado confiere expresión salival específica de la enzima digestiva, amilasa. Además, el promotor principal de la bilis ácido-CoA: aminoácido N-aciltransferasa (BAAT), que codifica para una enzima integral en el metabolismo de la bilis, es de origen LTR.
La inserción de un solo ERV-9 LTR puede haber producido un marco funcional de lectura abierto (ORF), provocando el renacimiento del gen relacionado con la inmunidad humana GTPasa (IRGM). Se ha demostrado que las inserciones de ERV generan sitios alternativos de empalme, ya sea por la integración directa en el gen, como con el receptor de la hormona leptina humana, o conducido por la expresión de una LTR upstream, como la proteína fosfolipasa A-2.
Sin embargo, la mayor parte del tiempo, las funciones de LTR como muchos de los promotores alternativos, a menudo confiere expresión específica de tejido relacionada con la reproducción y el desarrollo. De hecho el 64% de las variantes de transcripción conocidas que son promovidas por LTR se expresan en los tejidos reproductivos. Sin embargo, en los primates, un promotor LTR transcripcional confiere expresión a la placenta y es responsable de controlar los niveles de estrógeno durante el embarazo. Además, la proteína inhibidora de la apoptosis neuronal (NAIP), generalizada normalmente, tiene un LTR de la familia HERV-P que actúa como promotor que confiere expresión a los testículos y la próstata. Otras proteínas, tales como la sintasa 3 de ácido nítrico (NOS3), el receptor B de interleucina-2 (IL2RB), y otro mediador de la síntesis de estrógenos, HSD17B1, están también regulados alternativamente por los LTR que confieren expresión a la placenta, pero sus funciones específicas no son conocidas todavía El alto grado de expresión reproductiva se cree que es un efecto secundario del método por el cual fueron endogenizados; sin embargo, esto también puede ser debido a la falta de Metilación del ADN en tejidos de la línea germinal.
Finalmente, la inserción de ERV o elementos de ERV en regiones génicas de ADN del huésped, o la sobreexpresión de sus variantes transcripcionales, tiene un potencial para producir efectos perjudiciales más que positivos. Su aparición en el genoma ha creado una coevolución dinámica huésped-parásito que prolifera la duplicación y expansión de genes represores. El ejemplo más claro de esto implica la rápida proliferación de la duplicación en tándem y los genes dedos de zinc en los genomas de mamíferos. Los genes de dedos de zinc, en particular los que incluyen un dominio KRAB, tienen un gran número de copias en los genomas de vertebrados y su gama de funciones se limita al papel transcripcional. Sin embargo, se ha demostrado que en los mamíferos la diversificación de estos genes era debido a múltiples eventos de duplicación y de fijación en respuesta a nuevas secuencias retrovirales y sus copias endógenas para reprimir su transcripción.

## Papel en las enfermedades
La mayoría de los antirretrovirales que se producen en los genomas de vertebrados son antiguos, inactivados por mutaciones, y han llegado a la fijación genética en las especies que albergan. Por estas razones, es poco probable que tenga efectos negativos sobre sus anfitriones, excepto bajo ciertas circunstancias inusuales. Sin embargo, a partir de estudios en aves y en especies de mamíferos no humanos, incluyendo ratones, gatos y koalas, es evidente que EVR más "jóvenes" (es decir, más recientemente integrados) pueden estar asociados con enfermedades. Esto ha llevado a los investigadores a proponer un papel relevante de ERV en varias formas de cáncer humano y enfermedades autoinmunes, aunque se carece de evidencia concluyente.
En los seres humanos, se ha propuesto que ERV está involucrado en la esclerosis múltiple. Una asociación específica entre la EM y la ERVW 1, o "syncytin", gen que se deriva de una inserción ERV, tiene presencia conjunta con un "retrovirus MS" (MSRV), en pacientes con ésta enfermedad . El ERVs Humano (HRV) también se ha visto implicado en la enfermedad ELA.
En 2004 se informó que los anticuerpos contra HERV se encuentran con mayor frecuencia en el suero de los pacientes con esquizofrenia. Además, el líquido cefalorraquídeo de las personas con esquizofrenia contiene niveles de un marcador retroviral, transcriptasa inversa, cuatro veces más altos que los sujetos control. Los investigadores continúan buscando una posible relación entre HERV y la esquizofrenia, con la posibilidad adicional de que una infección induzca esquizofrenia.

## Retrovirus endógenos humanos
Los retrovirus endógenos humanos (HERV) comprenden una parte importante del genoma humano, con aproximadamente 98,000 elementos de ERV y fragmentos que componen el 5-8%. De acuerdo con un estudio publicado en 2005, no se habían identificado HRV capaces de replicarse; todos parecían estar defectuosos, con grandes deleciones o mutaciones sin sentido. Esto se debe a que la mayoría de los HERV no son más que trazas de virus, que se integraron millones de años atrás.
Sin embargo, una familia de virus ha estado activo desde la divergencia de los humanos y chimpancés. Esta familia denominada HERV-K (HML 2) representa menos del 1% de elementos HERV, pero es una de las más estudiadas. Hay indicios de que incluso ha estado más activa en los últimos cien mil años, por ejemplo, algunos individuos humanos llevan más copias de HML2 que otros. Tradicionalmente, las estimaciones de la edad de HERV se llevan a cabo mediante la comparación de los extremos 5 'y 3' LTR de un HERV; sin embargo, este método sólo es relevante para HERV con longitud completa. Un método reciente llamado "cross-sectional dating", utiliza variaciones dentro de un LTR para estimar las edades de las inserciones HERV. Este método es más preciso en la estimación de las edades y se puede utilizar para cualquier inserción HERV. se ha utilizado para sugerir que dos miembros de HERV-K (HML2), HERV-K106 y K116-HERV, han estado activos e infectado a los humanos modernos los últimos 800,000 años y HERV-K106r hace 15,000 años. Sin embargo, la ausencia de miembros infecciosos de la familia HERV-K (HML 2), y la falta de elementos con un potencial de codificación completo dentro de la secuencia del genoma humano publicado, sugiere a algunos que es menos probable que la familia se encuentre activa en la actualidad. En 2006 y 2007, los investigadores que trabajan de forma independiente en Francia y Estados Unidos crearon versiones funcionales de HERV-K (HML 2).
Los estudios inmunológicos han mostrado evidencia acerca de la respuesta inmune de las células T contra los HERV e individuos infectados con VIH. La hipótesis de que el VIH induce la expresión de HERV en las células infectadas por el mismo conduce a la propuesta de una vacuna de orientación de antígenos HERV para eliminar específicamente las células infectadas con VIH. La ventaja potencial de este nuevo enfoque es que mediante el uso de antígenos de VIH como marcadores de células infectadas podría eludir la dificultad inherente en la selección directa de antígenos de VIH notoriamente diversos y con mutación rápidas.

## Otras lecturas
- Löwer R, Löwer J, Kurth R (May 1996). «The viruses in all of us: characteristics and biological significance of human endogenous retrovirus sequences». Proc Natl Acad Sci USA. 93 (11): 5177-84. Bibcode:1996PNAS...93.5177L. PMC 39218. PMID 8643549. doi:10.1073/pnas.93.11.5177.
- Molès JP, Tesniere A, Guilhou JJ (Jul 2005). «A new endogenous retroviral sequence is expressed in skin of patients with psoriasis». Br J Dermatol. 153 (1): 83-89. PMID 16029331. doi:10.1111/j.1365-2133.2005.06555.x.
- Seifarth W, Frank O, Zeilfelder U, Spiess B, Greenwood AD, Hehlmann R, Leib-Mösch C (Jan 2005). «Comprehensive analysis of human endogenous retrovirus transcriptional activity in human tissues with a retrovirus-specific microarray». J Virol. 79 (1): 341-52. PMC 538696. PMID 15596828. doi:10.1128/JVI.79.1.341-352.2005.
- Knerr I, Beinder E, Rascher W (Feb 2002). «Syncytin, a novel human endogenous retroviral gene in human placenta: evidence for its dysregulation in preeclampsia and HELLP syndrome». Am J Obstet Gynecol. 186 (2): 210-13. PMID 11854637. doi:10.1067/mob.2002.119636.
- Gifford R, Tristem M (May 2003). «The evolution, distribution and diversity of endogenous retroviruses». Virus Genes 26 (3): 291-315. PMID 12876457. doi:10.1023/A:1024455415443. Archivado desde el original el 15 de febrero de 2013. Consultado el 19 de junio de 2013.